# Discestra obesula
Discestra obesula là một loài bướm đêm trong họ Noctuidae.